# DeMarvin Leal
DeMarvin Leal (San Antonio, 1º luglio 2000) è un giocatore di football americano statunitense che milita nel ruolo di defensive end per i Pittsburgh Steelers della National Football League (NFL).

## Carriera

### Pittsburgh Steelers
Al college Dean giocò a football a Texas A&M dove fu premiato come All-American. Fu scelto nel corso del terzo giro (84º assoluto) nel Draft NFL 2022 dai Pittsburgh Steelers. Debuttò come professionista nella gara del primo turno contro i Cincinnati Bengals mettendo a segno un tackle. La sua stagione da rookie si chiuse con 14 placcaggi e 3 passaggi deviati in 11 presenze, 2 delle quali come titolare.